# برمجيات حرة

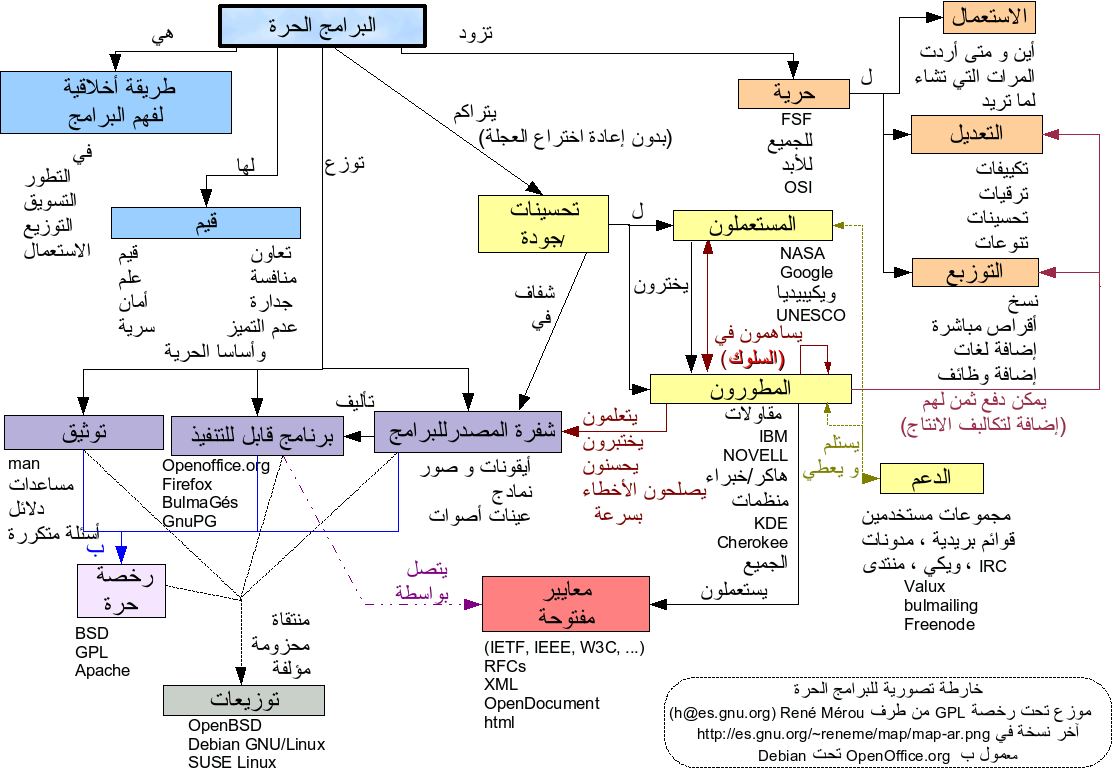
خارطة تصورية للبرامج الحرة

البرمجيات الحرة هي برمجيات حاسوبية يمكن استخدامها ودراستها وتعديلها لأي غرض دون قيود، وكذلك نسخها وتداولها مُعدّلة أو غير كذلك، بقيود أو دون قيود. أو تضمن أن متلقيها ستكون لهم الحقوق ذاتها. البرمجياتُ الحرةُ عموما مجانية، إلا أن بعضها قد يكون بمقابل. الطريق المعتاد لتوزيع البرمجيات كبرمجيات حرة هو ترخيصها للمتلقي تحت رخصة حرّة، أو بوضعها في الملك العام، ونشر الشفرة المصدرية لها.
في اللغة الإنجليزية التي نشأ فيها المصطلح (بالإنجليزية: free software) فإن "free" تعني «حُرٌّ» وكذلك تعني «مجانيٌّ». لذا فهناك تأكيد من قبل دعاة البرمجيات الحرة على أنه يوجد فرق جوهري بين البرمجيات الحُرَّة والبرمجيات المجانية التي يَسمحُ ناشروها (حائزو حق الملكية الفكرية لها) بتداولها دون مقابل مادي إلا أنهم يحتفظون لأنفسهم بحقوق الطبع بما لا يسمح بالضرورة للآخرين بحرية استخدامها، ونسخها دون قيود، ودراستها، وتعديلها، وإعادة توزيعها بعد تعديلها، وبالطبع بيعها. وعادة لا تُنشر الشفرة المصدرية للبرمجيات المجانية غير الحُرّة. لا تعارض بين كون برمجية ما حرة وبين الاستفادة منها تجاريا، بل إن حرية استغلال البرمجيات للأغراض التجارية أحد شروط الحرية.

## تاريخ البرمجيات الحرة
تعود أصول البرمجيات الحرة إلى انتشار نظام التشغيل يونكس في سبعينيات القرن الماضي، إذ شمل عدة قطاعات في الحكومات ومراكز الأبحاث كونه حر.
ظل هذا الوضع قائما حتى سنة 1983 إلى أن قررت الشركة المالكة للنظام بالتوقف عن إتاحة الشيفرة المصدرية للبرنامج، وطلب ترخيص استعمال من الشركة.
هذه الخطوة أثارت انزعاج الكثير ممن ساهموا في تطوير نظام يونكس، من بينهم البروفيسور ريتشارد ماثيو ستالمن وهو أستاذ بمختبر الذكاء الصناعي في معهد مساثوسيتس للتكنولوجيا MIT ، الذي أطلق سنة 1984 مشروع جنو GNU يهدف إلى إنتاج نظام تشغيل حر مشابه ليونكس.
في سنة 1985، أنشأ مؤسسة غير ربحية تدعم قانونيا وماليا مشرع جنو.
وفي سنة 1991، قدم الطالب لينوس تورفالدز نظام تشغيل حر سمي بإسمه جنو/لينكس حيث كان تصميم لينكس أفضل بكثير مما كان موجود من نظم تشغيل.
جاءت نواة لينكس بتصميم متميز، فإحتضنه الجميع وأنشئ نظام التشغيل المعروف باسم جنو- لينكس.
انتشر نظام جنو- لينكس وتطور جدا بفضل نشر شيفرته المصدرية على الإنترنت مما فتح المجال أمام العديد من الهواة والمطورين والطلبة إلى اكتشاف الأخطاء وتصحيحها. وهكذا إزدادت شعبية لينكس لتتجاوز شعبية يونكس وتحتل مكانته بين الأنظمة الرائدة
آنذاك.
في أواخر التسعينيات تم تسمية هذه البرامج بالبرامج الحرة.

## ميزات البرامج الحرة

### إتاحة المصدر
لكل مستخدم الحق في الحصول على الكود المصدري للبرنامج الذي يريد استعماله، حتى يستطيع تطوير هذا البرنامج وإضافة مميزات جديدة تناسب احتياجاته أو رغباته.

### مراقبة المستخدم للبرمجية
البرامج المفتوحة تتيح لمستخدميها تفحص الشيفرة المصدرية والتأكد من مستوى الأمن الذي توفره.

### تنسيق حر
لكل المستخدمين أو الذين يتعاملون مع البرامج الحرة الحق في التعاون أو تشارك الخبرات من أجل تطوير هذه البرامج.

### مجتمعات حول البرمجية
يقصد بهذه الميزة أن البرمجيات الحرة ملك للجميع، ملك لكل من عمل على بنائها ونشر إستخدامها فكثير من المطورين في جميع بقاع العالم، يجمعهم هدف واحد وهو بناء برمجيات أفضل تقنيا من تلك التي توفرها الشركات التجارية وهي ميزة تهدف إلى إستحداث مشاريع من شأنها تطوير الكفاءات والمهارات للطلبة وعامة المستخدمين من بين هذه المشاريع نذكر مشروع «بناء مجتمعات البرمجيات مفتوحة المصدر» (OSSCOM).

### أمن
تتميز البرمجيات الحرة بدرع قوي مقارنة بالبرمجيات المغلقة حيث تعتبر معظم المشكلات الأمنية مشاكل عامة تختلف كليا عن تلك التي تظهر في البرمجيات المغلقة، بحيث أنه عند اكتشاف ثغرة أو فجوة أمنية يقومون بحلها بسرعة دون الحاجة إلى العودة إلى المطور الأساسي للبرنامج.

### تسويق
تتميز البرمجيات الحرة بميزة التسويق عن طريق الإعلانات الترويجية على شبكة الأنترنت.

### إبداع
تحفز البرمجيات الحرة المستخدمين على الإبداع في التفكير وتحسين مستوى الإبداع عند الناس وتغيير طريقة التفكير التقليدية، فالهدف من جعلها حرة ليس لكسب عدد كبير من المستخدمين وإنما لفتح المجال للموهوبين والمبدعين وإعطائهم فرصة تطوير مهاراتهم للأفضل.

## رُخص البرمجيّات الحرّة
طبقا لريتشارد ستالمان ومؤسسة البرمجيات الحرة يجب أن توفر البرامج الحريات الأربع التالية ليطلق عليها لفظ «حرّة»:
- الحرية 0: حرية استعمال البرنامج لأي غرض.
- الحرية 1: حرية دراسة وتعديل البرنامج..
- الحرية 2: حرية نسخ البرنامج لتتمكن من مساعدة جارك أو صديقك.
- الحرية 3: حرية تطوير البرنامج وتحسينه، وإصدار تحسيناتك وإظهارها للعالم.

الحريتان الأولى والثالثة تتطلبان القدرة على الاطلاع على الشفرة المصدرية للبرمجية، لأن دراسة وتعديل البرمجية بدون الشفرة المصدرية صعب - وإن كان غير مستحيل بتقنيات الهندسة العكسية - لكنه أقل كفاءة. نشر الشفرة المصدرية المعنية يحل هذه المشاكل.
تكفي هذه الحريات الأربع لضمان بقاء أي برمجية تنشر برخصة جنو العمومية GNU GPL حُرًا إلى الأبد، لأنه لايمكن لأي كان تقييد الحريات التي تمنحها شروط هذه الاتفاقية للمستخدم، كما تضمن بقاء كل ما يُشتق من الكود الاصلي حُرّا لأن أي برمجية تُطور بناءً على برمجية حرة ينبغي أن تُنشرَ كبرمجية حرة بدورها حسب شروط الرُّخصة. يعتبر أي انتهاك لأي من هذه الشروط خرقاً لاتفاقية الترخيص ويمكن ملاحقته قانونياً.
مُعظّمُ الرُّخص الحرة لا تمنع الاستثمار التجاري للبرمجية مادام هذا الاستثمار لا يقلل أيا من الحريات الممنوحة للمستخدمين. إن الاعتقاد السائد بأنه يتوجب توزيع البرمجيات الحرة مجانًا خاطئ؛ فعلى الرغم من توفر كم هائل من البرمجيات الحرة مجاناً على شبكة الإنترنت فإن السبب وراء ذلك يعود إلى قرار المطورين بعدم تقاضي مبالغ مالية لقاء استخدام هذه البرامج، وليس بسبب اتفاقية الترخيص العمومية. هناك في المقابل أيضاً كثير من الشركات التي تعتمد في أعمالها على الاستثمار التجاري للبرمجيات الحرة.
أشهر تراخيص البرمجيات الحرّة، رخصة جي.بي.إل.

### رخصة جنو العمومية GPL
هي أكثر الرخص الحرة انتشارا، ألفها ريتشارد ستولمان. من أشهر البرامج التي تستعملها مترجم gcc ونظام linux وسطح المكتبGnome. تنص الرخصة على أنه يسمح باستخدام ونسخ وتعديل البرنامج لعدد غير محدود من الأجهزة والمستخدمين.
كذلك إلزام المطور بتوفير الشيفرة المصدرية للبرنامج في حالة توزيعه لضمان للمستخدم النهائي فرصة التعلم والاعتماد الذاتي والتحرر من جشع الشركات في إستغلال جهود الأخرين.

### رخصة جنو المكتبية LGPL
هي إتفاقية لترخيص البرمجيات مفتوحة المصدر المستخدمة عادة لترخيص استخدام المكتبات لإتاحة ربط هذه المكتبات بالبرمجيات غير مفتوحة المصدر، تشبه رخصة غنو العمومية لأنها تشترط فتح مصدر الأعمال المشتقة. أما البرامج التي تستعمل المكتبات الخاضعة لهذه الرخصة من دون اشتقاق فيمكن توزيعها دون فتح مصدرها.من أهمها: مكتبة لغة البرمجة (Glibc) C 

### رخصة بي أس دي BSD
هي رخصة برمجيات حرة متساهلة، ألفتها جامعة كاليفورنيا بركلي. أهم ميزة في هذه الرخص هي السماح بالإستخدامات التجارية للبرامج المرخص بها، لأنها لا تشترط أن تكون الأعمال المشتقة مفتوحة المصدر. تم تنقيحها مما أدى إلى اختلافات تراوحت بين التساهل وأحيانا اختلافات هامة تتعلق بتوافق الرخص، تحتوي الرخص القليل من القيود بالمقارنة مع رخصة جنو العمومية.

### رخصة موزيلا العمومية MPL
أٌلفت من طرف شركة Netscape التي ترعاها مؤسسة موزيلا المستقلة، حيث تستعملها في نشر تطبيقات خاصة بالويب أشهرها
المتصفح فايرفوكس وبرنامج البريد ثاندربيرد، تشبه هذه الرخصة رخصة بي أس دي.

### رخصة الأباتشي Apache
هي رخصة برمجيات حرة كُتبت من قبل مؤسسة برمجيات أباتشي، تستلزم حفظ إشعار حقوق الملكية والتنويه، لكنها ليست رخصة ترك
حقوق الملكية Copyleft حيث أنها تسمح باستخدام الشيفرة المصدرية لتطوير البرمجيات الحرة ومفتوحة المصدر وأيضا البرمجيات الاحتكارية ولا تستلزم نشر مصدر البرنامج.

### رخصة أم أي تي MIT
هي رخصة برمجيات حرة منشؤها معهد ماساتشوستس للتقنية. تعتبر رخصة MIT رخصة متساهلة تسمح باستخدامها مع البرمجيات الاحتكارية بشرط أن تكون الرخصة موزعة معها، وهي أيضاً متكاملة مع رخصة جنو العمومية، بمعني أن رخصة جنو العمومية تسمح بجمعها ونشرها مع البرمجيات التي تستخدم رخصة MIT.

### رخصة المشاع الإبداعي
تمثل رخصة الأعمال الفنية المتعلقة بالبرمجيات الحرة مثل المستندات والوثائق والشعارات، تقوم منظمة غير ربحية بصيانتها وتطويرها فهي تقدم أدوات سهلة ومجانية للإستخدام القانوني. تحمل شعار بعض الحقوق محفوظة حيث لاقت رخص المشاع الإبداعي الكثير من الرواج في عالم الأنترنت، فأكبر موسوعة معرفية تشاركية ويكيبيديا تحولت إلى رخصة المشاع المبدع والمشاركة بالمثل.

## أمثلة على البرمجيات الحرّة[14]
- نظم تشغيل: جنو، جنو/لينكس، بي.إس.دي، داروين وReactOS.
- لغات برمجة بيرل، بايثون، بي.إتش.بي وروبي.
- واجهات المستخدم: نظام النوفذة إكس، وبيئات سطح المكتب كدي وجنوم.
- حزمة البرامج المكتبية أوبن أوفيس ومتصفّح الويب موزيلا فيرفكس.
- قواعد البيانات MySQL.
- أنظمة إدارة المحتوى (الخاص بالمواقع الإلكترونية))(دروبال، جملة، ووردبريس).

### نظام التشغيل لينكس
هو نظام تشغيل حر يشبه نظام يونكس المعروف قديما، طوره طالب فنلندي إسمه لينوس تورفالدز لقي نجاحا واسعا بين أنظمة التشغيل كونه برنامج حر.

### نظام التشغيل أوندرويد
هو برنامج مخصص للهواتف الذكية، يعتبر أكبر مثال لنجاح فكرة البرمجيات الحرة والمفتوحة المصدر، يعتمد نظام أوندرويد على نواة لينكس ورخص تحت رخصة أباتشي الحرة، ويسمح للمطورين بكتابة تطبيقات متقدمة.

### برنامج مكتبي أوبن أوفيس
برنامج مكتبي متكامل، وهومنافس قوي لميكروسوفت أوفيس، له ميزة التعامل مع ملفات ميكروسوفت بكل سهولة وقابلية التوسع بشكل كبير، يستطيع أيضا تحويل المستندات إلى PDF بضغطة واحدة.

### برنامج تشغيل في ال سي
يشتهر ايضاً بين المستخدمين العرب بأسم برنامج القرطاس وهذا نظراً للشعار الخاص بالبرنامج وهو واحد من أشهر واقوى برامج تشغيل الوسائط المتعددة في العالم ولديه ملايين المستخدمين بشكل خاص في الوطن العربي وهو من البرمجيات مفتوحة المصدر ويعمل على تطويره VideoLAN team ويستطيع البرنامج تشغيل العشرات من صيغ الفيديو وبشكل خاص الصيغ الأكثر انتشارً بين المستخدمين برنامج VLC.

### متصفح الويب فايرفوكس
هو متصفح شهير للويب، أطلقته شركة موزيلا خلفا للمتصفح نتسكيب وجعلته برنامجا مفتوح المصدر لمنافسة متصفح الأنترنت إكسبلورر التابع لميكروسوفت، حقق فيرفوكس أرقاما قياسية في عدد مرات التنزيل، يتميز بالبساطة والمرونة وقابلية التوسع بشكل كبير عن طريق الإضافات مثل جعله لايظهر أية إعلانات أثناء تصفح الأنترنت أو تحويله إلى برنامج تنزيل مقاطع فيديو، ضف إلى ذلك أن فيرفوكس ينبه مستخدميه عند زيارة المواقع المضرة أو المشبوهة.

### متصفح الويب كروميوم
هو متصفح شهير يعتبر الأخ الأكبر للمتصفح الشهير كروم، يمتاز بواجهة بسيطة ويدعم تقنيات الويب الحديثة.

### خادم الويب أباتشي
هو برنامج تابع لمنظمة أباتشي للبرمجيات، وخادم الويب هو تطبيق يقوم بتزويد متصفح الأنترنت بصفحات الويب التي يطلبها، له دور مهم في نمو شبكة الويب وهو يمثل أول بديل عملي لخادم الويب من شركة نتسكيب.

### قارئ البريد ثندربرد
هوعميل بريد مشهور جدا ويستخدمه الكثير من الأشخاص حول العالم، يوفر الوقت والجهد، ينتمي إلى فصيلة فيرفوكس أي أنه قابل للتوسع عبر آلاف الإضافات.

### برنامج الإنترنت فايل زيلا
هو برنامج نقل ملفات عبر بروتوكول FTP، يمتاز بالخفة والسرعة وسهولة الاستخدام، يناسب المبتدئين والمحترفين.

### برنامج الإنترنت أوبنتي ون
هو برنامج يوفر إمكانية المزامنة وحفظ الملفات على الأنترنت أو جهاز آخر، نستطيع العمل به في الحواسيب الثابتة أو المحمولة.

### مشغل الوسائط المتعددة في أل سي
يمثل أحد أشهر مشغلات الوسائط، يدعم الكثير من صيغ الوسائط ويشغلها دون الحاجة إلى إضافات خارجية، يمتاز بالعديد من الخصائص مثل البث المباشر والتحكم في البرنامج من المتصفح.

## تجارب ناجحة في استخدام البرمجات الحرة
ساهمت البرمجيات الحرة في تطوير وتحسين اقتصاد الكثير من الدول التي إعتمدتها، ومن بين الأمثلة الناجحة نذكر: ماليزيا، ألمانيا والبرازيل.

### تجربة البرازيل
إعتمدت البرازيل على البرمجيات الحرة كخطة تطويرية للنهوض بقطاع تقنية المعلومات وتوفير الوظائف وزيادة الإستثمار رغم الصعوبات التي واجهتها مثل توفير البرمجيات مترجمة إلى اللغة البرتغالية البرازيلية وصعوبة إقناع الناس بالانتقال إلى المنصة الجديدة.
في عام 2003 تبنت الحكومة البرازيلية قانون قبول البرمجيات الحرة في القطاع الحكومي وذلك لأسباب اقتصادية: تطويرية وفلسفية. من أهم معالم اعتماد البرمجيات الحرة: بنك البرازيل (2001).
أما في سنة 2009: استخدمت تقنية التخيلية في المدارس اعتمادا على نظام غنو – لينكس، وفي 2010 قامت توسيع مساحة استخدام الحواسيب من صنف أنتل في العملية التعليمية.

## الانتقادات
- تعقيد الشيفرات المصدرية من قبل بعض المطورين عمدا لكبح وتعجيز تعديلها.
- تشغيل برمجيات ويندوز: لا يستطيع لينكس تشغيل معظم برمجيات ويندوز (وهذه المشكلة موجودة رغم توفر برمجية حرة تدعى واين وأخرى غير حرة تدعى كروس أوفر والتي بإستطاعتها تشغيل عدد محدود من برمجيات ويندوز). ولكن وفي المقابل هناك (تقريبا) برمجية حرة مقابل كل برمجية غير حرة. وهناك حالات قليلة ومتخصصة ستضطر المؤسسة إلى الإبقاء على أجهزة تحوي نظام الويندوز أو أبل ريثما يتوفر البديل على نظام جنو/لينكس.
- اختراق البرمجيات الحرة: يأخذ خرق رخص البرامج الحرة أشكالا عديدة تبدأ بنسبة برنامج حر إلى غير صاحبه وتنتهي بدمج مصدر حر في آخر غير حر.
- قلة الدعم الفني: رغم توفر العديد من المؤسسات التي تقدم خدمات الدعم الفني وبشكل محترف، يبقى غياب التعاون والتشارك بين مطوري البرمجيات عائقا في توفير المتطلبات.
- ثبات التطبيقات وثراء الخصائص: لا تتمتع كافة البرمجيات الحرة بالمستوى نفسه من الجودة والخصائص، لذلك ينصح بعدم اعتماد أي برمجية حرة دون الدراسة والتمحيص أو أخذ المشورة والتوصية من قبل الخبراء والمختصين.
- قلة التوثيق وانخفاض الجودة: ويقصد بها قلة دعم مطوري البرمجيات، فالدوافع عند المطور الأساسي لا تكون بالضرورة أن يجعل برمجيته سهلة للآخرين، بل أن تلبي حاجته فقط. لذلك قد لا يهتم بالمظهر الخارجي، لكن لا تنتهي الدورة هنا فهذه البرمجية هي المادة الخام لمرحلة التصنيع القادمة والتي قد تقوم بها أطراف أخرى غير المطور.
- احتكار البرمجيات بعد تعديلها.

## مؤسسات أو شركات تطور أو تستعمل أو تدعم البرمجيات الحرة
- IBM, Google, HP, Intel, Novel, AMD, Sun, Dell...
- الحكومة الألمانية.
- الحكومة الروسية.
- الحكومية البلجيكية.
- حكومة فنزويللا.
- البرلمان الفرنسي.
- الشرطة الفرنسية.
- حكومة إسبانيا.
- حكومة البرازيل.
- حكومة جنوب أفريقيا.
- حكومة تونس.
- حكومة كيبك.
- وكالة الأمن القومي الأمريكي (NSA)
- وكالة الفضاء الأمريكية ناسا
- وكالة الفضاء الأوروبية...

## مواضيع متعلقة
- مصدر مفتوح
- البرمجيات الاحتكارية
- قائمة البرامج الحرة
- معهد المعرفة الحرة
- نموذج الابتكار الجماعي الخاص
- برامج مصر
- ستيفن ويبر(أستاذ)